# Watulimo (plaats)
Watulimo is een bestuurslaag in het regentschap Trenggalek van de provincie Oost-Java, Indonesië. Watulimo telt 5469 inwoners (volkstelling 2010).